# Rząd Liberii
Gabinet ministrów wraz prezydentem oraz wiceprezydentem stanowią władzę wykonawczą w państwie. Prezydent, za zgodą senatu nominuje ministrów.

## Aktualny rząd
Poniżej znajduje się lista ministrów, zaprzysiężonych 16 stycznia 2006 wraz z Ellen Johnson-Sirleaf.
| Teka                                            | Minister              |
| ----------------------------------------------- | --------------------- |
| Minister Spraw Zagranicznych                    | Olubanke King Akerele |
| Minister Stanu ds. Prezydenckich                | Edward McClain        |
| Minister Finansów                               | Augustine Ngafuan     |
| Minister Sprawiedliwości i Prokurator Generalny | Christiana Tah        |
| Minister Obrony Narodowej                       | Brownie Samukai       |
| Minister Spraw Wewnętrznych                     | Harrison Kahnweah     |
| Minister Edukacji                               | Othello Gongar        |
| Minister Poczt i Telekomunikacji                | Jeremiah Sulunteh     |
| Minister Prac Publicznych                       | Samuel Kofi Woods     |
| Minister Rolnictwa                              | Florence Chenoweth    |
| Minister Zdrowia                                | Walter Gwenigale      |
| Minister Informacji, Kultury i Turystyki        | Cletus Sieh           |
| Minister Planowania i Ekonomii                  | Amara Konneh          |
| Minister Ziemi, Kopalń i Energii                | Eugene Shannon        |
| Minister Handlu i Przemysłu                     | Miata Beysolow        |
| Minister bez teki                               | O. Natty Davis II     |
| Minister Płci i Rozwoju                         | Varbah Gayflor        |
| Minister Pracy                                  | Tiawan Gongloe        |
| Minister Sportu                                 | Etmonia Tarpeh        |
| Minister Transportu                             | Alphonso Gaye         |
| Minister Stanu Finansów, Ekonomii i Prawa       | Morris Saytumah       |
| Minister Bezpieczeństwa Narodowego              | Victor Helb           |